# 蕭県
蕭県（しょう-けん）は中華人民共和国安徽省宿州市に位置する県。

## 行政区画
- 街道:鳳城街道、竜河街道、錦屏街道
- 鎮:竜城鎮、黄口鎮、楊楼鎮、閻集鎮、新荘鎮、劉套鎮、馬井鎮、大屯鎮、趙荘鎮、杜楼鎮、丁里鎮、王寨鎮、祖楼鎮、青竜集鎮、張荘寨鎮、永堌鎮、白土鎮、官橋鎮、聖泉鎮、荘里鎮、酒店鎮、孫圩子鎮
- 郷:石林郷